# Gastón de Arrás
Gastón (en latín: Vedastus y en francés: Vaast; c. 453 - Arrás, c. 540; también conocido como Vedasto, Waast, Vedast o Foster) fue un obispo del reino franco en la Galia que vivió entre finales del siglo V, y murió en Arrás (Francia) en el año 540. Es venerado como santo en la Iglesia católica, con su festividad celebrada el 6 de febrero. Su vida y obra fueron fundamentales para la expansión y consolidación del cristianismo en el norte de Francia, y su figura está rodeada de historias y leyendas sobre su santidad y milagros.

## Biografía y Contexto Histórico
Gastón nació alrededor del año 453 en el oeste de la actual Francia, posiblemente en algún lugar entre el Périgord y el Limousin. Su nombre original, Vedasto (en latín: Vedastus), aunque es conocido con diferentes nombres en las lenguas locales. Procedía de una familia noble y dejó su hogar en busca de una vida de retiro espiritual y santidad. Se trasladó a Toul, en Lorena, donde fue ordenado sacerdote.
En el año 496, después de la batalla de Tolbiac, el rey franco Clodoveo I, que se encontraba en proceso de conversión al cristianismo influido por su esposa cristiana Clotilde, buscó a alguien que lo instruyera en la fe. Fue entonces cuando conoció a Vedasto, quien se convirtió en su catequista y lo guio espiritualmente hasta su bautismo en Reims, en una ceremonia dirigida por San Remigio, obispo de Reims. Este acto marcó un hito en la historia de los francos, ya que la conversión de Clodoveo llevó a la cristianización de su pueblo y estableció el cristianismo como la religión del reino.

## Misión como Obispo
Aproximadamente en el año 499, San Remigio nombró a Gastón como obispo de Arrás, una ciudad que había sido devastada por las invasiones de los hunos y se encontraba en gran decadencia tanto económica como religiosa. Gastón se dedicó a la reevangelización de la región, enfrentándose a la reaparición del paganismo y promoviendo la reconstrucción de la vida cristiana en la comunidad. En el año 510, también se le confió la diócesis de Cambrai, lo cual amplió su influencia en la consolidación de la fe en el norte de Galia.
Durante sus cuarenta años como obispo, Gastón ganó gran reputación por sus enseñanzas y su habilidad para realizar milagros, lo que reforzó su autoridad y lo convirtió en una figura de gran respeto entre los francos.

## Milagros y Leyendas
La vida de Gastón está envuelta en relatos milagrosos y simbólicos, muchos de los cuales son narrados en la "Leyenda Dorada". Según una de estas historias, al poco tiempo de llegar a Arrás, encontró una iglesia en ruinas que había sido invadida por un lobo (o, en algunas versiones, un oso), simbolizando la presencia de fuerzas paganas. Gastón ordenó a la bestia que se marchara, y esta obedeció, quedando así como un símbolo de su autoridad sobre las fuerzas del mal.
Otro relato cuenta que, mientras él y Clodoveo viajaban hacia Reims, se encontraron con un mendigo ciego a orillas del río Aisne. Gastón oró por él y, al bendecirlo, el hombre recuperó la vista. Este milagro impresionó a Clodoveo y consolidó su decisión de adoptar la fe cristiana. Además, se le atribuye la capacidad de convertir agua en vino, así como la expulsión de demonios, reforzando la fama de su santidad.
Se cuenta que en la víspera de su muerte, los habitantes de Arrás vieron una columna de fuego elevarse desde su casa, señal de que su alma ascendía al cielo. Gastón murió pacíficamente en el año 540 y fue enterrado en la catedral de Arrás.

## Veneración y Legado

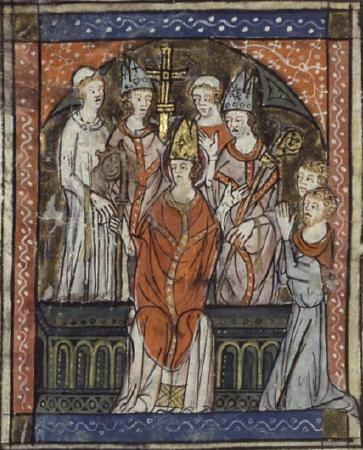
Ordenación de San Vedasto

Tras su muerte, Gastón fue enterrado en la catedral de Arrás. En el año 667, sus reliquias fueron trasladadas a la famosa Abadía de San Vaast, fundada en su honor. Esta abadía se convirtió en uno de los centros espirituales más importantes de la región. Las reliquias de San Gastón fueron trasladadas varias veces debido a invasiones y conflictos, pero finalmente descansaron en la catedral de Arrás en 1227, donde aún se conservan.
Su culto se extendió rápidamente por Flandes, Picardía y el norte de Francia, y alcanzó Inglaterra a partir del siglo X, donde es conocido como Saint Foster. Tres antiguas iglesias en Inglaterra (Saint Vedast Foster Lane en Londres, y otras en Norwich y Tathwell en Lincolnshire) le fueron dedicadas, y en la ciudad de Arrás se construyó un gran número de iglesias en su honor.

## Iconografía
San Gastón es comúnmente representado en el arte con varios elementos simbólicos: un lobo o un oso (representando la naturaleza pagana que logró dominar), una columna de fuego (referencia a la visión en el momento de su muerte) y a menudo en compañía de Clodoveo I, simbolizando su rol en la conversión del rey y de los francos al cristianismo.

## Importancia y Festividad
San Gastón es el santo patrón de Arrás y su diócesis, así como protector de los niños y de las personas con discapacidades. Su festividad se celebra el 6 de febrero. Su figura representa la expansión del cristianismo en el norte de Galia y el fortalecimiento de la fe entre los francos, con un legado que persiste hasta nuestros días en la historia de la Iglesia en Francia y Europa.